# La Résistance de l'air
Pour plus de détails, voir Fiche technique et Distribution.
La Résistance de l'air est un film dramatique français écrit et réalisé par Fred Grivois sorti le 17 juin 2015.

## Synopsis
Vincent est un champion de tir au fusil. Sa vie monotone, entre un couple somnolent et des problèmes financiers qui freinent ses projets le pousse à se réfugier dans son stand de tir. Son quotidien est bientôt bousculé par l'arrivée de son père, un malade envahissant qu'il est obligé d'héberger. Renaud, un quinquagénaire rencontré au stand de tir, va lui proposer un contrat un peu particulier.

## Fiche technique
- Titre original : La Résistance de l'air
- Titre français :
- Titre québécois :
- Réalisation : Fred Grivois
- Scénario : Thomas Bidegain, Noé Debré
- Musique : Evgueni Galperine et Sacha Galperine, Benjamin Shielden
- Direction artistique :
- Décors : Pierre Pell
- Costumes : Nathalie Raoul
- Armurier : Redouane Mehdi
- Photographie : Glynn Speeckaert, S.B.C.
- Son : Pierre Mertens
- Montage : Géraldine Mangenot
- Sociétés de production : Iconoclast - Gaumont
- Budget :
- Pays d’origine :  France
- Langue : français
- Format : couleur
- Genre : drame
- Durée : 99 min
- Dates de sortie : 
  - France : 17 juin 2015

## Distribution
- Reda Kateb : Vincent
- Ludivine Sagnier : Delphine
- Tchéky Karyo : Armand
- Johan Heldenbergh : Renaud
- Laure de Clermont-Tonnerre : Valérie
- Pascal Demolon : JP
- Matheo Capelli : Moustachu
- Lahcen Elmazouzi : le tueur
- Emmanuel Bonami :
- Jehon Gorani : BoB
- Sebastien Sisak : le tireur de carabine de tir sportif
- Redouane Mehdi : armurier vendeur
- Pauline Julien
- Milo Chiarini : Michel
- Stella Mancini : femme d'affaires
- Séverine Poupin Vêque : secrétaire bureau des experts
- Alves Thierry : grutier